# Sawai Madhopur
Sawai Madhopur är en stad i nordvästra Indien. Den är administrativ huvudort för distriktet Sawai Madhopur och hade cirka 120 000 invånare vid folkräkningen 2011. Staden grundades i mitten av 1700-talet av maharadja Sawai Madho Sing I. 